# Castello Scaligero (Sirmione)
Il castello scaligero di Sirmione è una rocca di epoca scaligera, punto d'accesso al centro storico di Sirmione. Si tratta di uno fra i più completi e meglio conservati castelli d'Italia, oltre che raro esempio di fortificazione lacustre marino.
Nel 2024 è stato il ventinovesimo sito statale italiano più visitato, con 262.095 visitatori e un introito lordo totale di 1.125.881 Euro.
Dal dicembre 2014 il Ministero per i beni e le attività culturali lo gestisce tramite il Polo museale della Lombardia, nel dicembre 2019 divenuto Direzione regionale Musei.

## Descrizione

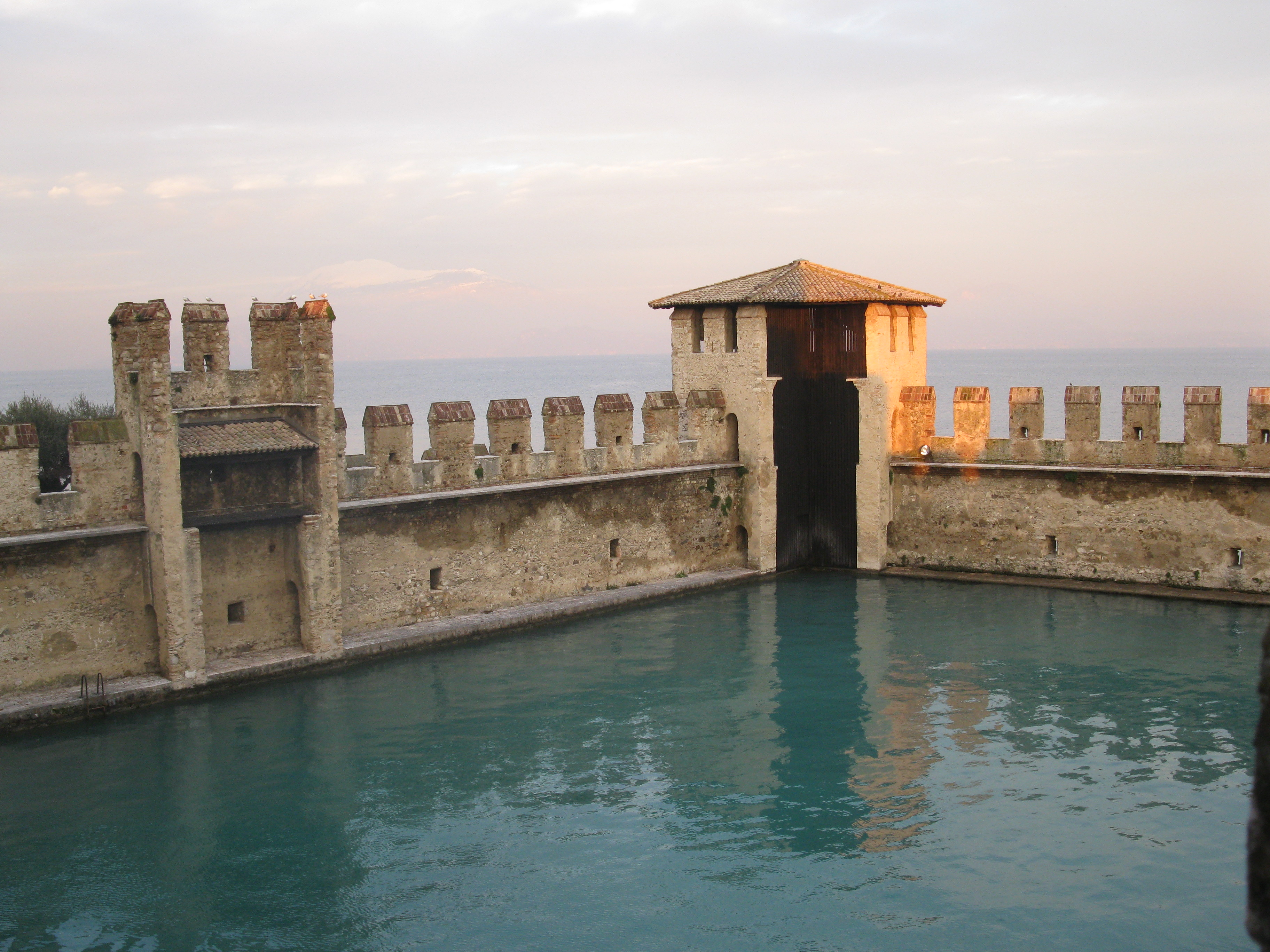
La darsena del castello

Il castello è bagnato su tutti i lati dalle acque del lago di Garda, e su uno di questi lati è stata realizzata, poco dopo la costruzione del castello, la darsena, che un tempo rappresentava il luogo di rifugio della flotta scaligera.
Le  mura e le tre massicce torri maggiori sono caratterizzate dalle merlature a coda di rondine che contraddistinguono ogni costruzione scaligera, dietro questi tre torrioni emerge l'imponente mastio, alto 47 metri, sotto al quale si trovavano le celle destinate ai prigionieri.
Un tempo si poteva accedere alla rocca sia dall'esterno del centro abitato sia dal borgo stesso tramite ponti levatoi, mentre oggi è possibile entrare soltanto dal borgo. Attraverso porte munite di efficaci sistemi di chiusura si accede al grande portico, all'interno del quale si erge una scala che conduce ad un ponte levatoio. Da qui, tramite una rampa di 146 gradini, si possono raggiungere i camminamenti di ronda delle mura, dai quali si può apprezzare la darsena. Pure la darsena è difesa da torri che però, a differenza di quelle interne al castello, non sono caratterizzate dalla merlatura a coda di rondine ma da una struttura di base detta a punta di lancia. Questa caratteristica, insieme all'utilizzo di mattoni e pietre provenienti da zone vicine, denotano un periodo differente di costruzione. Su un lato della darsena si protrae un fossato esterno che sfocia direttamente sul lago.

## Storia

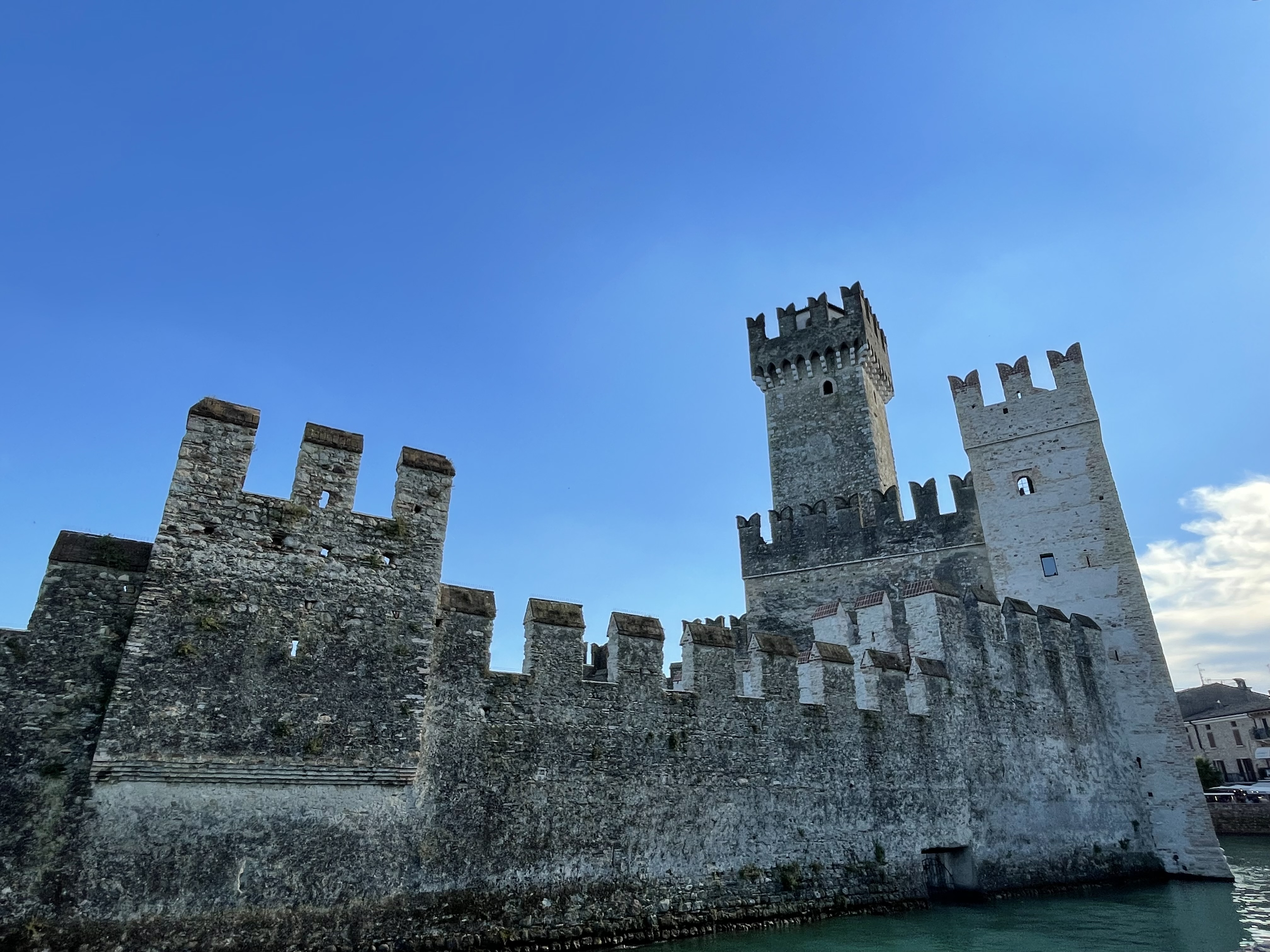
Esterno del castello

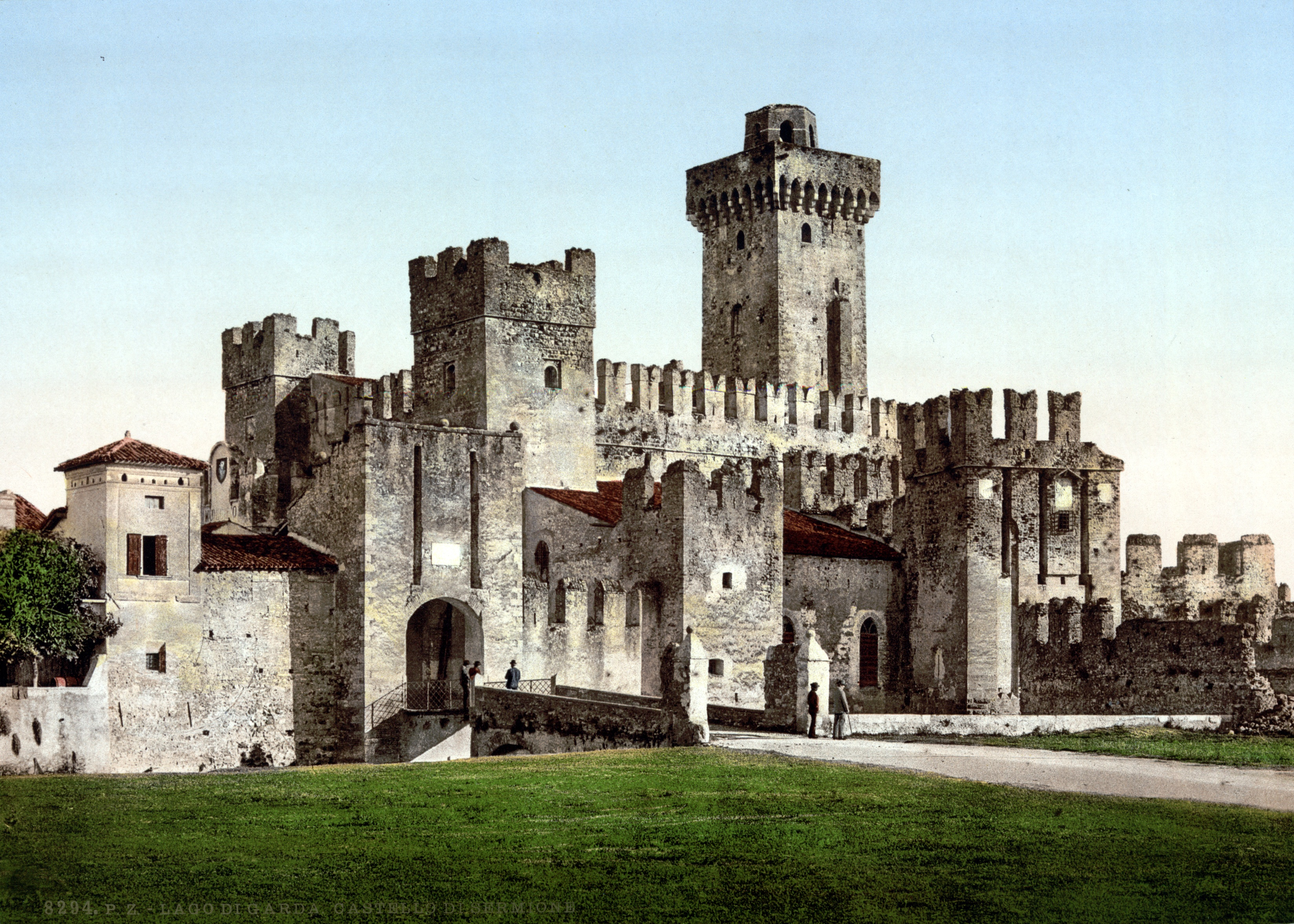
Il castello in una fotografia scattata nell'ultimo decennio dell'Ottocento

La costruzione della rocca ebbe inizio intorno alla metà del XIII secolo, probabilmente sui resti di una fortificazione romana. La sua realizzazione venne ordinata dal podestà di Verona Leonardino della Scala, meglio conosciuto come Mastino della Scala. La funzione del castello era quella difensiva e di controllo portuale, poiché la città di Sirmione, trovandosi in una posizione di confine, era maggiormente esposta ad aggressioni.
Circa un secolo dopo sono stati aggiunti due cortili e una fortificazione indipendente, unita tramite barbacane a quella principale, per aumentare le difese della fortezza. Nel 1405 Sirmione passò sotto il controllo della Repubblica di Venezia durante la cui dominazione iniziò un'opera di rafforzamento delle strutture difensive. Fu in questo periodo che venne realizzata la darsena oggi visibile, anche se si suppone che fosse già presente una darsena scaligera, probabilmente lignea. Sirmione mantenne il primato di postazione difensiva fino al XVI secolo, quando, per motivi politici, la fortezza di Peschiera del Garda venne modernizzata.

## Museo
All'interno dell'ampio portico interno del castello è stato allestito un lapidario romano e medievale, oltre che una breve mostra in cui su alcuni pannelli sono riportate le informazioni più importanti sulla rocca. Si può accedere inoltre ai camminamenti di ronda delle mura e, tramite delle rampe di scale in legno restaurate recentemente, si può giungere fino in cima al mastio, la torre più alta della fortezza.

## Il castello nella cultura di massa
Nel 1980, le Poste Italiane dedicarono al castello un francobollo da 600 lire, facente parte della raccolta nota come "Castelli d’Italia".

## Leggenda
La leggenda narra di un ragazzo di nome Ebengardo che aveva un'innamorata chiamata Arice. I due giovani trascorrevano una vita felice e serena, fino a quando il loro amore venne interrotto da un tragico episodio. Durante una notte tempestosa chiese riparo nel castello Elalberto, un cavaliere veneto proveniente dal territorio feltrino. La coppia ospitò il cavaliere che però, rimasto sbalordito dalla bellezza della fanciulla, durante la notte la raggiunse nella sua camera. Arice,  spaventata e terrorizzata, iniziò a gridare, e così Elalberto la pugnalò a morte. Nel frattempo Ebengardo corse nella stanza dove trovò Arice senza vita e, accecato dalla rabbia, si impadronì del pugnale di Elalberto  e lo uccise.
La leggenda vuole che ancora oggi, nelle notti di tempesta, si possa vedere l'anima di Ebengardo vagare per il castello alla ricerca di Arice.